# Scholtzia umbellifera
Scholtzia umbellifera är en myrtenväxtart som beskrevs av Ferdinand von Mueller. Scholtzia umbellifera ingår i släktet Scholtzia och familjen myrtenväxter. Inga underarter finns listade i Catalogue of Life.